# Premi Oscar 1940
La 12ª edizione della cerimonia di premiazione dei Premi Oscar si è tenuta il 29 febbraio 1940 al Coconut Grove dell'Hotel Ambassador di Los Angeles, condotta dall'attore comico Bob Hope.

## Vincitori e candidati
Vengono di seguito indicati in grassetto i vincitori. Dove ricorrente e disponibile, viene indicato il titolo in lingua italiana e quello in lingua originale tra parentesi.

### Miglior film
- Via col vento (Gone with the Wind), regia di Victor Fleming
- Tramonto (Dark Victory), regia di Edmund Goulding
- Addio, Mr. Chips! (Goodbye, Mr. Chips), regia di Sam Wood
- Un grande amore (Love Affair), regia di Leo McCarey
- Mr. Smith va a Washington (Mr. Smith Goes to Washington), regia di Frank Capra
- Ninotchka, regia di Ernst Lubitsch
- Uomini e topi (Of Mice and Men), regia di Lewis Milestone
- Ombre rosse (Stagecoach), regia di John Ford
- Il mago di Oz (The Wizard of Oz), regia di Victor Fleming
- La voce nella tempesta (Wuthering Heights), regia di William Wyler

### Miglior regia
- Victor Fleming - Via col vento (Gone with the Wind)
- Frank Capra - Mr. Smith va a Washington (Mr. Smith Goes to Washington)
- John Ford - Ombre rosse (Stagecoach)
- Sam Wood - Addio, Mr. Chips! (Goodbye, Mr. Chips)
- William Wyler - La voce nella tempesta (Wuthering Heights)

### Miglior attore protagonista
- Robert Donat - Addio, Mr. Chips! (Goodbye, Mr. Chips)
- Clark Gable - Via col vento (Gone with the Wind)
- Laurence Olivier - La voce nella tempesta (Wuthering Heights)
- Mickey Rooney - Piccoli attori (Babes in Arms)
- James Stewart - Mr. Smith va a Washington (Mr. Smith Goes to Washington)

### Migliore attrice protagonista
- Vivien Leigh - Via col vento (Gone with the Wind)
- Bette Davis - Tramonto (Dark Victory)
- Irene Dunne - Un grande amore (Love Affair)
- Greta Garbo - Ninotchka
- Greer Garson - Addio, Mr. Chips! (Goodbye, Mr. Chips)

### Miglior attore non protagonista
- Thomas Mitchell - Ombre rosse (Stagecoach)
- Brian Aherne - Il conquistatore del Messico (Juarez)
- Harry Carey - Mr. Smith va a Washington (Mr. Smith Goes to Washington)
- Brian Donlevy - Beau Geste
- Claude Rains - Mr. Smith va a Washington (Mr. Smith Goes to Washington)

### Migliore attrice non protagonista
- Hattie McDaniel - Via col vento (Gone with the Wind)
- Olivia de Havilland - Via col vento (Gone with the Wind)
- Geraldine Fitzgerald - La voce nella tempesta (Wuthering Heights)
- Edna May Oliver - La più grande avventura (Drums along the Mohawk)
- Marija Uspenskaja - Un grande amore (Love Affair)

### Miglior sceneggiatura
- Sidney Howard - Via col vento (Gone with the Wind)
- Sidney Buchman - Mr. Smith va a Washington (Mr. Smith Goes to Washington)
- Robert Cedric Sherriff, Claudine West e Eric Maschwitz - Addio, Mr. Chips! (Goodbye, Mr. Chips)
- Charles Brackett, Billy Wilder e Walter Reisch - Ninotchka
- Charles MacArthur e Ben Hecht - La voce nella tempesta (Wuthering Heights)

### Miglior soggetto originale
- Lewis R. Foster - Mr. Smith va a Washington (Mr. Smith Goes to Washington)
- Felix Jackson - Situazione imbarazzante (Bachelor Mother)
- Mildred Cram e Leo McCarey - Un grande amore (Love Affair)
- Melchior Lengyel - Ninotchka
- Lamar Trotti - Alba di gloria (Young Mr. Lincoln)

### Miglior fotografia
- Bianco e nero

- Gregg Toland - La voce nella tempesta (Wuthering Heights)
- Bert Glennon - Ombre rosse (Stagecoach)
- Joseph Valentine - Il primo bacio (First Love)
- Victor Milner - The Great Victor Herbert
- Joseph H. August - Gunga Din
- Gregg Toland - Intermezzo
- Gaetano Gaudio - Il conquistatore del Messico (Juarez)
- George Folsey - La signora dei tropici (Lady of the Tropics)
- Norbert Brodine - Uomini e topi (Of Mice and Men)
- Joseph Walker - Avventurieri dell'aria (Only Angels Have Wings)
- Arthur C. Miller - La grande pioggia (The Rains Came)

- Colore

- Ernest Haller e Ray Rennahan - Via col vento (Gone with the Wind)
- Ray Rennahan e Bert Glennon - La più grande avventura (Drums along the Mohawk)
- Georges Perinal e Osmond Borradaile - Le quattro piume (Four Feathers)
- William V. Skall e Bernard Knowles - Mikado (The Mikado)
- Sol Polito e W. Howard Greene - Il conte di Essex (The Private Lives of Elizabeth and Essex)
- Hal Rosson - Il mago di Oz (The Wizard of Oz)

### Miglior scenografia
- Lyle Wheeler - Via col vento (Gone with the Wind)
- Hans Dreier e Robert Odell - Beau Geste
- Charles D. Hall - Capitan Furia (Captain Fury)
- Jack Otterson e Martin Obzina - Il primo bacio (First Love)
- Van Nest Polglase e Al Herman - Un grande amore (Love Affair)
- John Victor Mackay - La strage di Alamo (Man of Conquest)
- Lionel Banks - Mr. Smith va a Washington (Mr. Smith Goes to Washington))
- Anton Grot - Il conte di Essex (The Private Lives of Elizabeth and Essex)
- William Darling e George Dudley - La grande pioggia (The Rains Came)
- Alexander Toluboff - Ombre rosse (Stagecoach)
- Cedric Gibbons e William A. Horning - Il mago di Oz (The Wizard of Oz)
- James Basevi - La voce nella tempesta (Wuthering Heights)

### Migliori effetti speciali
- Fred Sersen e Edmund H. Hansen - La grande pioggia (The Rains Came)
- John R. Cosgrove, Fred Albin e Arthur Johns - Via col vento (Gone with the Wind)
- Roy Davidson e Edwin C. Hahn - Avventurieri dell'aria (Only Angels Have Wings)
- Byron Haskin e Nathan Levinson - Il conte di Essex (The Private Lives of Elizabeth and Essex)
- Roy Seawright - Viaggio nell'impossibile (Topper Takes a Trip)
- Farciot Edouart, Gordon Jennings e Loren Ryder - Union Pacific (Union Pacific)
- A. Arnold Gillespie e Douglas Shearer - Il mago di Oz (The Wizard of Oz)

### Miglior montaggio
- Hal C. Kern e James E. Newcom - Via col vento (Gone with the Wind)
- Charles Frend - Addio, Mr. Chips! (Goodbye, Mr. Chips)
- Gene Havlick e Al Clark - Mr. Smith va a Washington (Mr. Smith Goes to Washington)
- Barbara McLean - La grande pioggia (The Rains Came)
- Otho Lovering e Dorothy Spencer - Ombre rosse (Stagecoach)

### Miglior sonoro
- Bernard B. Brown e Samuel Goldwyn Studio Sound Department - Vigilia d'amore (When Tomorrow Comes)
- Douglas Shearer e Metro-Goldwyn-Mayer Studio Sound Department - Balalaika
- Thomas T. Moulton e Samuel Goldwyn Studio Sound Department - Via col vento (Gone with the Wind)
- Charles Lootens e Republic Studio Sound Department - La strage di Alamo (Man of Conquest)
- Nathan Levinson e Warner Bros. Studio Sound Department - Il conte di Essex (The Private Lives of Elizabeth and Essex)
- John P. Livadary e Columbia Studio Sound Department - Mr. Smith va a Washington (Mr. Smith Goes to Washington)
- A. W. Watkins e Denham Studio Sound Department - Addio, Mr. Chips! (Goodbye, Mr. Chips)
- Elmer A. Raguse e Hal Roach Studio Sound Department - Uomini e topi (Uomini e topi)
- Edmund H. Hansen e 20th Century-Fox Studio Sound Department - La grande pioggia (The Rains Came)
- Loren L. Ryder e Paramount Studio Sound Department - The Great Victor Herbert
- John Aalberg e RKO Radio Studio Sound Department - Notre Dame (The Hunchback of Notre Dame)

### Miglior colonna sonora
- Adattamento

- Richard Hageman, William Franke Harling, John Leipold e Leo Shuken - Ombre rosse (Stagecoach)
- George E. Stoll e Roger Edens - Piccoli attori (Babes in Arms)
- Charles Previn - Il primo bacio (First Love)
- Phil Boutelje e Arthur Lange - The Great Victor Herbert
- Alfred Newman - Notre Dame (The Hunchback of Notre Dame)
- Lou Forbes - Intermezzo
- Dimitri Tiomkin - Mr. Smith va a Washington (Mr. Smith Goes to Washington)
- Erich Wolfgang Korngold - Il conte di Essex (The Private Lives of Elizabeth and Essex)
- Cy Feuer - She Married a Cop
- Louis Silvers - Il canto del fiume (Swanee River)
- Alfred Newman - Armonie di gioventù (They Shall Have Music)
- Victor Young - La strada del sud (Way Down South)

- Originale

- Herbert Stothart - Il mago di Oz (The Wizard of Oz)
- Victor Young - Passione (Golden Boy)
- Victor Young - I viaggi di Gulliver (Gulliver's Travels)
- Max Steiner - Tramonto (Dark Victory)
- Alfred Newman - La grande pioggia (The Rains Came)
- Max Steiner - Via col vento (Gone with the Wind)
- Aaron Copland - Uomini e topi (Of Mice and Men)
- Werner Janssen - Eternamente tua (Eternally Yours)
- Lud Gluskin e Lucien Moraweck - La maschera di ferro (The Man in the Iron Mask)
- Victor Young - La strage di Alamo (Man of Conquest)
- Alfred Newman - La voce nella tempesta (Wuthering Heights)
- Anthony Collins - La storia di Edith Cavell (Nurse Edith Cavell)

### Miglior canzone
- "Over the Rainbow", musica di Harold Arlen, testo di E. Y. Harburg - Il mago di Oz (The Wizard of Oz)
- "Faithful Forever", musica di Ralph Rainger, testo di Leo Robin - I viaggi di Gulliver (Gulliver's Travels)
- "I Poured My Heart into a Song", musica e testo di Irving Berlin - Ho trovato una stella (Second Fiddle)
- "Wishing", musica e testo di Buddy de Sylva - Un grande amore (Love Affair)

### Miglior cortometraggio
- Busy Little Bears, regia di John A. Haeseler
- Information Please, regia di David Miller
- Prophet Without Honor, regia di Felix E. Feist
- Sword Fishing, regia di De Leon Anthony

### Miglior cortometraggio a 2 bobine
- Sons of Liberty, regia di Michael Curtiz
- Drunk Driving, regia di David Miller
- Five Times Five, regia di Ray Enright

### Miglior cortometraggio d'animazione
- Il piccolo diseredato (The Ugly Duckling), regia di Jack Cutting
- Detouring America, regia di Tex Avery
- Pace in terra (Peace on Earth), regia di Hugh Harman
- The Pointer, regia di Clyde Geronimi

## Premi speciali

### Oscar onorario
- Douglas Fairbanks Sr. in memoria del suo unico ed importante contributo, come primo presidente dell'Academy, allo sviluppo internazionale del cinema.
- William Cameron Menzies per i notevoli traguardi raggiunti nell'uso del colore, al fine di catturare i drammatici stati d'animo di Via col vento (Gone with the Wind).
- Motion Picture Relief Fund in riconoscimento dei notevoli servizi resi all'industria cinematografica negli anni scorsi, dalla società e dalla sua dirigenza progressista.

- Alla Technicolor Co. per il suo contributo nell'aver portato con successo la tecnica dei tre colori sullo schermo.

### Premio giovanile
- Judy Garland

### Premio alla memoria Irving G. Thalberg
- David O. Selznick per il film Via col Vento.